# Nomascus concolor jingdongensis
O Nomascus concolor jingdongensis é uma das 4 subespécies de Nomascus concolor. As populações são encontradas na província de Yunnan, na China.

## Estado de conservação
Esta subespécie está listada como críticamente ameaçada devido à perda de habitat e caça que levou ao declíneo de 80% das populações nos últimos 45 anos. Pensa-se que exista menos de 250 indivíduos maduros e continua a diminuir.